# アレクサンデル・フォールモーレン

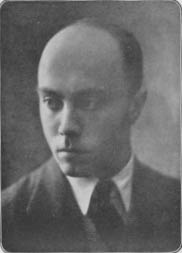
Alexander Voormolen

アレクサンデル・フォールモーレン（Alexander Voormolen、1895年3月3日 - 1980年11月12日）は、オランダの作曲家。
ロッテルダム出身。ユトレヒトの音楽学校で作曲をヨハン・ワーヘナールに師事した。クラスメートにはウィレム・ペイペルがいた。1915年にパリに留学し、アルベール・ルーセルに師事、モーリス・ラヴェルとフレデリック・ディーリアスの知遇を得た。
1923年にオランダに戻り、ロッテルダムの新聞に音楽評論を執筆しつつ、ハーグ音楽院で司書を務めた。
当然ながら初期にはフランスの印象主義音楽の影響を受けたが、後には18世紀のハーグの宮廷生活をテーマにした『ホップ男爵』組曲（1924-31）や『オーボエと弦楽のための牧歌』（1940年）などオランダらしさを追求した。後期の作品は『協奏交響曲』（1951）や『シャコンヌとフーガ』（1958）のようにマックス・レーガーとアントン・ブルックナーの影響がみられる。